# Achada Fazenda
Achada Fazenda é um povoado na parte oriental da ilha de Santiago, em Cabo Verde. Em 2010, a sua população era de 2.592 habitantes. Situa-se próximo da costa leste, a 2 km a sudeste de Pedra Badejo, perto da foz da Ribeira Seca (Lagoas de Pedra Badejo).